# Manteca colorá
 (mars 2022).
La manteca colorá est un nom donné au saindoux de couleur orange cuit avec des morceaux de viande (parfois hachée), généralement en provenance du porc, du paprika (d'où la couleur qui lui donne son nom) et d'autres épices, généralement de l'origan et du laurier. Parfois, on y ajoute un filet de vinaigre, un zeste d'orange ou un autre ingrédient acide.

## Caractéristiques
La manteca colorá est typique du sud de l'Espagne, plus précisément de l'Andalousie et de l'Estrémadure, où elle est généralement consommée tartinée sur des toasts (traditionnellement des molletes grillés) au petit-déjeuner et au goûter. Dans certaines régions d'Andalousie, elle est habituellement étalée sur un morceau de mollete et transformée en une sorte de sandwich.
Il est également utilisé comme base pour d'autres plats. 